# Vunisea
Vunisea is een stad in Fiji en is de hoofdplaats van de provincie Kadavu in de divisie Eastern.